# Charles Charras
Charles Charras est un comédien, adaptateur et poète français, né le 28 juillet 1920 à Saint-Étienne et mort à Shanghai le 3 novembre 2010.

## Biographie
Charles Charras exerce la fonction de secrétaire de Charles Dullin de 1946 à 1949. Il devient également professeur à l'école de théâtre Charles Dullin, où il a notamment pour élèves Jean-Claude Drouot, Jean-Louis Trintignant, Pierre Santini, Romain Bouteille, Pierre Richard ou encore Robin Renucci.
En 1953, il rencontre Jacques Fabbri qui le prend dans sa troupe. Cette collaboration dure dix-sept ans.
Entre 1995 et 2006, Charras écrit pour l’un de ses anciens élèves, Robin Renucci, une douzaine de pièces de théâtre destinées aux Rencontres théâtrales annuelles de Haute-Corse.
Il repose au cimetière de Chamalières-sur-Loire (Haute-Loire).

## Théâtre

### Adaptateur
- 1965 : Le Songe d'une nuit d'été de Shakespeare adaptation Charles Charras, mise en scène Jacques Fabbri, Comédie-Française
- 1969 : Les Italiens à Paris de Charles Charras et André Gille d'après Évariste Gherardi, mise en scène Jean Le Poulain, Comédie-Française
- 1976 : Comme il vous plaira de Shakespeare adaptation Charles Charras, mise en scène Guy Lauzin, Comédie de Saint-Étienne

### Comédien
- 1949 : La Marâtre d'Honoré de Balzac, mise en scène Charles Dullin, Théâtre des Célestins
- 1949 : L'Avare de Molière, mise en scène Charles Dullin, Théâtre des Célestins
- 1950 : À chacun selon sa faim de Jean Mogin, mise en scène Raymond Hermantier, Théâtre du Vieux-Colombier
- 1950 : Les Princes du sang de Jean-François Noël, mise en scène Raymond Hermantier, Théâtre des Célestins
- 1954 : Le Fantôme d'après Plaute, mise en scène Jacques Fabbri, Théâtre de l'Atelier
- 1955 : La Famille Arlequin de Claude Santelli, mise en scène Jacques Fabbri, Théâtre du Vieux-Colombier
- 1956 : Misère et Noblesse d'Eduardo Scarpetta, mise en scène Jacques Fabbri, Théâtre de l'Alliance française
- 1956 : Jules de Pierre-Aristide Bréal, mise en scène Jacques Fabbri, Théâtre Antoine
- 1956 : La Famille Arlequin de Claude Santelli, mise en scène Jacques Fabbri, Théâtre Antoine
- 1958 : Lope de Vega de Claude Santelli, mise en scène Jacques Fabbri, Théâtre de la Renaissance
- 1959 : Sergent je vous aime d'Ira Levin, mise en scène Jacques Fabbri, Théâtre Sarah-Bernhardt
- 1959 : La Jument du roi de Jean Canolle, mise en scène Jacques Fabbri, Théâtre de Paris
- 1961 : Brouhaha de George Tabori, mise en scène Jacques Fabbri, Théâtre de la Renaissance
- 1961 : Les Joyeuses Commères de Windsor de William Shakespeare, mise en scène Guy Lauzin, Théâtre du Casino Enghien-les-Bains, Théâtre de l'Ambigu
- 1964 : L'Aquarium d'Aldo Nicolaï, mise en scène Jacques Fabbri, Théâtre de Paris, Théâtre des Célestins
- 1965 : Je veux voir Mioussov de Valentin Kataiev, mise en scène Jacques Fabbri, Théâtre des Nouveautés
- 1967 : Qui est cette femme ? de Norman Krasna, mise en scène Jacques Fabbri, Théâtre de la Porte-Saint-Martin
- 1972 : Les Vilains d'après Ruzzante, mise en scène Jacques Échantillon, Festival du Marais
- 1974 : Les Larbins de Henri de Menthon, mise en scène Jean-Paul Cisife, Théâtre du Lucernaire
- 1975 : La Guerre des Demoiselles de Guy Vassal, mise en scène de l'auteur, Festival Théâtral d'Albi, Festival d'Aigues-Mortes, Festival de la Cité Carcassonne
- 1976 : Le Président de Charles Charras et André Gille, mise en scène des auteurs, Festival de la Cité Carcassonne

## Filmographie

### Cinéma
- 1936 : La Vie est à nous de Jean Renoir : Le chanteur à la guinguette
- 1965 : Les Pieds dans le plâtre de Pierre Lary : Bolozon
- 1966 : La Sentinelle endormie de Jean Dréville : Saint-Breuil
- 1971 : La Coqueluche de Christian-Paul Arrighi : Abel Turgan
- 1972 : Les Malheurs d'Alfred de Pierre Richard
- 1976 : Le Corps de mon ennemi d'Henri Verneuil
- 1978 : On peut le dire sans se fâcher de Roger Coggio
- 1980 : C'est encore loin l'Amérique ? de Roger Coggio
- 1987 : Le Journal d'un fou de Roger Coggio : Le chef de section
- 1989 : La Folle Journée ou Le mariage de Figaro de Roger Coggio : Double main
- 2004 : Une petite note d'humanité d'Emmanuel Gras : André (court-métrage)

### Télévision
- 1970 : Un âge d'or de Fernand Marzelle
- 1971 : Robert Macaire (téléfilm, 1971) de Pierre Bureau (téléfilm)  - Adaptation et acteur (Le député)
- 1972 : François Gaillard de Jacques Ertaud (série télévisée)
- 1972 : Schulmeister, espion de l'empereur de Jean-Pierre Decourt (série télévisée) : Le général Hulin
- 1972 : La Tuile à loups de Jacques Ertaud, (téléfilm) : Quinton
- 1972 : Les Thibault d'Alain Boudet et d'André Michel (feuilleton TV) : Le concierge
- 1973 : Byron libérateur de la Grèce ou Le jardin des héros de Pierre Bureau, (téléfilm) : Le censeur
- 1973 : Les Nouvelles Aventures de Vidocq de Marcel Bluwal, (série télévisée)
- 1974 : Histoires insolites ; épisode : Les gens de l'été de Claude Chabrol (série télévisée)
- 1974 : Des lauriers pour Lila de Claude Grinberg
- 1976 : Le Cousin Pons de Guy Jorré (téléfilm) : Camusot
- 1976 : Erreurs judiciaires d'Alain Franck et Jean Laviron (série télévisée) : Le gardien chef
- 1977 : Jean de La Fontaine de Gérard Pignol et Jacques Vigoureux (téléfilm) : Le libraire
- 1977 : Les Rebelles de Pierre Badel (téléfilm)
- 1977 : La Mer promise de Jacques Ertaud
- 1980 : La Fortune des Rougon d'Yves-André Hubert, (feuilleton TV) : Roudier
- 1980 : Il n'y a plus de héros au numéro que vous demandez de Pierre Chabarlier (téléfilm) : Luchin
- 1981 : Le Système du docteur Goudron et du professeur Plume de Claude Chabrol (téléfilm)
- 1981 : Ce monde est merveilleux de Guy Jorré (téléfilm) : Le juge d'instruction
- 1981 : Julien Fontanes, magistrat de Jean Pignol, épisode : Un si joli petit nuage (série télévisée) : Molignon
- 1981 : Les Avocats du diable d'André Cayatte (téléfilm)
- 1982 : Le Voyageur imprudent de Pierre Tchernia (téléfilm) : Le surveillant
- 1982 : Commissaire Moulin de Jacques Ertaud épisode : Une promenade en forêt (téléfilm), : Le procureur Sautier
- 1983 : Le général a disparu d'Yves-André Hubert
- 1983 : Les Nouvelles Brigades du Tigre de Victor Vicas, épisode La fille de l'air de Victor Vicas : Aristide Briand
- 1985 : Les Enquêtes du commissaire Maigret, série, épisode Maigret et le client du samedi de Pierre Bureau : Moers
- 1985 : La poudre aux yeux de Paul Planchon
- 1986 : L'Affaire Marie Besnard d'Yves-André Hubert (téléfilm)
- 1988 : Les Enquêtes du commissaire Maigret : La morte qui assassina de Youri : M. Monnet
- 1990 : Les Cinq Dernières Minutes ça sent le sapin de Youri (série télévisée) : Cardasse

### Au théâtre ce soir
- 1966 : La Grande Oreille de Pierre-Aristide Bréal, mise en scène Jacques Fabbri, réalisation Georges Folgoas, Théâtre Marigny - M. Lemince
- 1968 : Les Hussards de Pierre-Aristide Bréal, mise en scène Jacques Fabbri, réalisation Pierre Sabbagh, Théâtre Marigny - Le capitaine
- 1968 : Je veux voir Mioussov de Valentin Kataïev, mise en scène Jacques Fabbri, réalisation Pierre Sabbagh, Théâtre Marigny -  Le portier
- 1969 : Les Suisses de Pierre-Aristide Bréal, mise en scène Jacques Fabbri, réalisation Pierre Sabbagh, Théâtre Marigny  -  Le Mouchard / La Rose
- 1970 : Les Joyeuses Commères de Windsor de William Shakespeare, mise en scène Jacques Fabbri, réalisation Pierre Sabbagh, Théâtre Marigny  - Evans
- 1971 : Misère et noblesse d'Eduardo Scarpetta, mise en scène Jacques Fabbri, réalisation Pierre Sabbagh, Théâtre Marigny - Giochino
- 1978 : Le Bon Numéro d'Eduardo De Filippo, mise en scène Jacques Fabbri, réalisation Pierre Sabbagh, Théâtre Marigny - Luigi
- 1984 : Les Hussards de Pierre-Aristide Bréal, mise en scène Jacques Fabbri, réalisation Pierre Sabbagh, Théâtre Marigny - Le capitaine

## Publications
- Feuille à feuille, 1969
- La Dompteuse et le musicien, 1973
- Le Cœur dans le chapeau, 1978
- Un pont le long de la rivière, 1994
- Charles Dullin : de si belle mémoire, 2006

## Distinctions
- L’un de ses recueils de poèmes, Le Cœur dans le chapeau, reçoit le prix de l'Académie française en 1981 ainsi que le prix de la Maison de la poésie en 1988.
- Pour son ouvrage de mémoires, Mon mot à dire, et plus largement pour l'ensemble de son œuvre, il est récompensé du Prix Émile Augier en 1996.

## Documentaire
- 2009 : Le Dire de Chacun (Charles Dullin) de Georges Mourier